# Salmensaari (ö i Lappland, Norra Lappland)
Salmensaari är en ö i Finland. Den ligger i sjön Kukasjärvi och i kommunen Sodankylä i den ekonomiska regionen Norra Lappland och landskapet Lappland, i den norra delen av landet, 800 km norr om huvudstaden Helsingfors. Öns area är 1,3 hektar och dess största längd är 180 meter i nord-sydlig riktning.